# Édouard Mignot
Pour les articles homonymes, voir Mignot.
Édouard Mignot (1867-1949) est un entrepreneur rémois qui a été parmi les pionniers en France dans le développement des sociétés à succursales en créant la société Comptoirs Français.

## Biographie
Édouard Victor Onésime Mignot est né à Soissons le 24 septembre 1867 et mort à Paris le 15 mars 1949. Il est le fils de Pierre Louis Victor Mignot, négociant, et d’Octavie Clara Binché.
Il rachète avec plusieurs patrons rémois des maisons à succursales « Notre Dame de l’Usine ». Celles-ci végètent et Édouard Mignot les rachète et en devient l’unique propriétaire sous l’appellation 
Établissements Edouard Mignot qui seront rebaptisées Comptoirs français. En 1914, à la veille de la grande guerre, 642 succursales sont réparties sur 19 départements.
En 1911, il fait construire par l'architecte François-Adolphe Bocage, un hôtel particulier de style Haussmannien situé au n° 17 du Boulevard Lundy, à Reims, appelé aujourd’hui hôtel Mignot. Du 20 février 1945 au 25 mai 1945, il prête son hôtel particulier au général Eisenhower. Il prête également son château de Sept-Saulx.
Édouard Mignot repose au cimetière du Nord de Reims.

## Engagements politiques et locaux
- Conseiller municipal de 1904 à 1908,
- Président, pendant quatre ans, du Syndicat de l’Épicerie en gros et du commerce de Vins et Spiritueux du département de la Marne,
- Président de l’Association des sinistrés du département de la Marne,
- Président de la Caisse Régionale de Crédit Agricole de la Marne, l’Aisne et les Ardennes,
- Président du conseil d’administration de la Maison de Champagne Heidsieck & Cie Monopole,
- Inspecteur départemental d’enseignement technique.

## Hommage
Une rue de Reims est baptisée, en 1991, au nom de « Rue Édouard-Mignot ».

### Décoration
- Chevalier de la Légion d'honneur par décret du 11 octobre 1906[4].
- Officier de la Légion d'honneur par décret du 1er février 1921[4].